# Шпортпарк Ешен-Маурен
„Шпортпарк Ешен-Маурен“ е многофункционален стадион в град Ешен, Лихтенщайн.
Построен е през 1975 г. Разполага с капацитет от 2100 места, 600 от които са седящи. Тревната настилка е естествена.
Стадионът приема домакинските мачове на лихтенщайнския футболен отбор УШФ Ешен/Маурен.